# Renata Bueno
 (avril 2021).
Si vous disposez d'ouvrages ou d'articles de référence ou si vous connaissez des sites web de qualité traitant du thème abordé ici, merci de compléter l'article en donnant les références utiles à sa vérifiabilité et en les liant à la section « Notes et références ».
Renata Eitelwein Bueno (née le 10 novembre 1979 à Brasilia) est une personnalité politique italo-brésilienne, députée italienne de l'Union sud-américaine des émigrés italiens depuis 2013. Elle rejoint Civica Popolare en vue des élections de mars 2018 où elle n’est pas réélue.